# 异叶提灯藓
异叶提灯藓（学名：Mnium heterophyllum）为提灯藓科提灯藓属下的一个种。其种加词“heterophyllum”意为“异叶的”。